# Hipodamía (hija de Enómao)

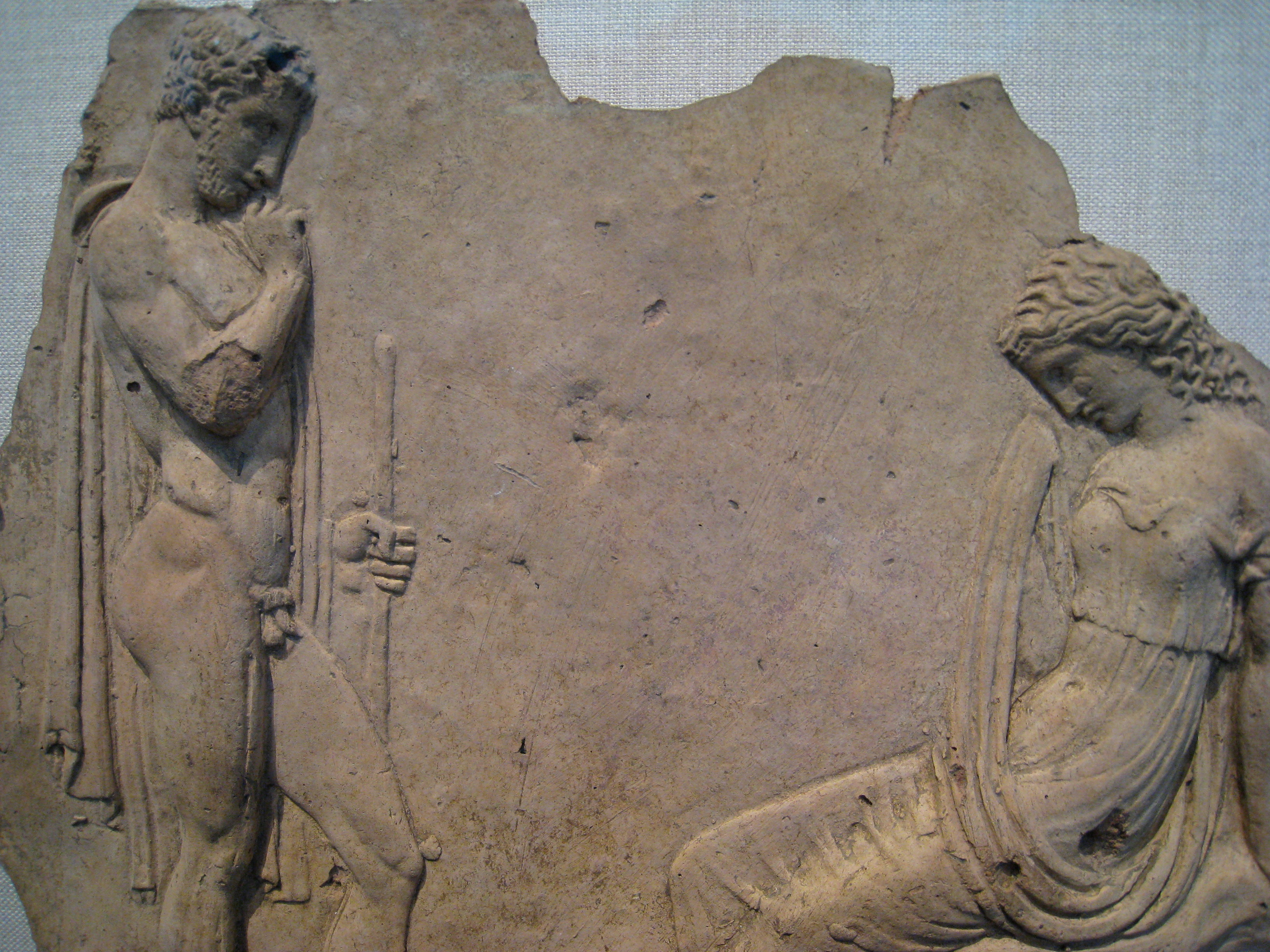
Representación en piedra de un fragmento del mito de Hipodamía y Enómao.

En la mitología griega, Hipodamía (Ἱπποδάμεια, Hippodámeia; esto es, «domadora de caballos») era la esposa de Pélope, y se dice que era hija de Enómao —rey de Pisa— y de la pléyade Estérope. Los autores latinos tardíos dicen que su madre era Evarete, hija de Acrisio, o Eurítoe, hija de Dánao.

Hipodamía era una doncella de extraordinaria belleza y tenía muchos pretendientes por toda Grecia que solicitaban su mano. Se dice que incluso Polidectes, rey de Sérifos, convocó a sus amigos y a Perseo diciéndoles que reunieran regalos de boda porque pretendía casarse con ella. Enómao, bien porque estaba enamorado de su propia hija como dicen algunos, bien porque según un oráculo hubiera de morir a manos de su yerno, había conseguido que nadie pidiera la mano de Hipodamía. Al no poder convencer a su hija de yacer con él, en venganza mataba a todos los pretendientes de la muchacha. Con el tiempo comenzaron a llegar muchos aspirantes y Enómao, abrumado, resolvió aceptar una competición de carreras: Hipodamía y el futuro pretendiente tendrían que correr hasta el istmo de Corinto, pero si Enómao los alcanzaba daría muerte al aspirante. De esta manera habían muerto ya doce candidatos. También Pélope acudió a pretenderla; Hipodamía al contemplar su belleza se enamoró de él, y persuadió a Mírtilo, para que le ayudase a conseguir a la muchacha. Pausanias nos dice que en el Templo de Hera en Olimpia Hipodamía, en agradecimiento a Hera por su boda con Pélope, reunió a dieciséis mujeres y organizó con ellas por primera vez los Juegos Hereos, reservados solamente a mujeres. En su Descripción de Grecia, Pausanias cuenta que Pélope erigió un monumento en honor de todos los pretendientes de Hipodamía hasta llegar a él, y proporciona una lista de sus nombres:
«Murieron a manos de Enómao, de acuerdo con los versos de las Grandes Eeas, Alcátoo, hijo de Portaón, después de Mármax, y después de Alcátoo, Euríalo, Eurímaco y Crótalo, cuyos padres y patrias no he podido averiguar, pero el que murió después de ellos, Acrias, se puede suponer que era lacedemonio y fundador de Acrias. Después de Acrias dicen que murieron a manos de Enómao, Cápeto, Licurgo, Lasio, Calcodonte y Tricolono. Dicen los arcadios que este era descendiente y homónimo de Tricolono, hijo de Licaón. Después de Tricolono, encontraron la muerte en la carrera Aristómaco y Priante, y también Pelagón, Eolio y Cronio. Algunos añaden a los mencionados a Eritras, hijo de Leucón, hijo de Atamante, por el cual recibió su nombre Eritras, ciudad de los beocios, y Eyoneo, hijo de Magnes, hijo de Eolo. Allí tienen éstos su sepulcro y dicen que Pélope, cuando obtuvo el poder sobre Pisa, les hacía sacrificios como a héroes todos los años».
Un escolio nos da el recuento más completo sobre la descendencia que Hipodamía le alumbró a Pélope, a saber:
«De Pélope e Hipodamía nacieron Atreo, Tiestes, Diante, Cinosuro, Corinto, Hipalcmo, Hípaso, Cleono, Argeo, Alcátoo, Heleo, Piteo, Trecén, Nicipe, Lisídice, y de una tal Axíoque tuvo a su hijo ilegítimo Crisipo. Los hijos de Pélope, celosos de Crisipo porque era favorecido por su padre, persuadieron junto con su madre a los hijos mayores, Atreo y Tiestes, para que matasen al niño. Así pues lo mataron y lo arrojaron a un pozo. Pélope, sospechando de sus hijos, los maldijo y los expulsó de su patria. Esos habitaban en diferentes lugares; Atreo y Tiestes se establecieron en Macisto en Trifilia».
Hipodamía también aparece en Catálogo de mujeres en relación con sus tres hijas y su importante descendencia. Primero nos dice que sus hijos habidos con Pélope «provocaron sangre en su estirpe». A continuación nos dice que «después de estos la divina entre las mujeres (Hipodamía) dio a luz a las hijas, Lisídice, Nicipe y Astidamía, mujeres a las que los hijos de Perseo dieron la dote». En efecto Alceo y Astidamía engendraron a Anfitrión, pero Electrión y Nicipe tuvieron Alcmena, en tanto que Esténelo y Nicipe fueron padres de Euristeo. En efecto la descendencia femenina de Hipodamía es el nexo conector de la genealogía del glorioso Heracles.
Hipodamía había conspirado contra la vida de Crisipo. Intentaba persuadir a Atreo y a Tiestes para que lo mataran, pues sabía que sería un adversario de la monarquía. Ellos se negaron por lo que decidió tomar la delantera. Después de que Layo raptase a Crisipo esperó a que ambos estuvieran dormidos. Hipodamía entró despacio en la alcoba y con una espada hirió a Crisipo, tirando después el arma. Al día siguiente todos culparon a Layo del incidente pero fue salvado por Crisipo que, medio muerto, aclaró la verdad. Pélope después de enterrarlo desterró a Hipodamía.
Pausanias nos dice que dentro del Altis por la entrada procesional está el llamado Hipodamio, un lugar como de un metro rodeado por un muro. A él una vez al año pueden entrar las mujeres, que hacen sacrificios a Hipodamía y realizan otros rituales para honrarla. Dicen que Hipodamía se retiró a Midea en la Argólide, porque Pélope estaba muy enfurecido contra ella a causa de la muerte de Crisipo. Pero dicen que después por mandato de un oráculo llevaron los huesos de Hipodamía a Olimpia. Y otros más dicen que cuando Pélope culpó a Hipodamía esta se suicidó.